# Jens Lindhe
Jens Markus Casimir Lindhe (født 28. marts 1958 i Limhamn i Sverige) er fotograf, der har taget billederne til frimærkeserien med danske arkitekturmotiver for Post Danmark (2002-14).
Jens Lindhe kom i 1981 til København for at færdiggøre det arkitektstudie, som han tre år tidligere var begyndt på ved Arkitektskolen i Lund i Sverige.
I 1984 skaffede han lærer fra Kunstakademiet, Jens Fredslund, ham et arbejde på Erik Møllers Tegnestue i København. Her arbejde Jens Lindhe i 15 år, i den senere tid mest arkitektkonkurrencer – og her fik han også smag for restaureringsarkitekturen.
I 1985 begyndte han sideløbende som freelance arkitekturfotograf. Det var arkitekten Henning Larsen der skulle bruge billeder til arkitekturmagasinet SKALA – og Jens Lindhe kom til at fotografere for Henning Larsens tegnestue de næste 10 år. I dag arbejder Jens Lindhe fuld tid med at fotografere arkitektur og kunst til bøger, magasiner og udstillinger.